# Peter Utaka
Peter Utaka (Estat d'Enugu, Nigèria, 12 de febrer de 1984) és un futbolista nigerià que disputà vuit partits amb la selecció de Nigèria.
| Selecció de Nigèria | Selecció de Nigèria | Selecció de Nigèria |
| Anys                | Partits             | Gols                |
| ------------------- | ------------------- | ------------------- |
| 2010                | 1                   | 1                   |
| 2011                | 7                   | 2                   |
| Total               | 8                   | 3                   |